# Jordan Barnett
Jordan Kahlil Barnett (San Luis, Misuri, 31 de diciembre de 1995) es un baloncestista estadounidense que pertenece a la plantilla del Hamburg Towers de la Basketball Bundesliga alemana. Con 2,01 metros de estatura, juega en la posición de alero.

## Trayectoria deportiva

### Universidad
Comenzó su andadura universitaria con los Longhorns de la Universidad de Texas, pero tras una primera temporada en la que apenas participó, tras jugar cuatro partidos en su año sophomore decidió ser transferido, eligiendo los Tigers de la Universidad de Misuri, ya que quería trabajar a las órdenes del entrenador Kim Anderson. Allí disputó dos temporadas completas, en las que promedió 13,1 puntos y 5,8 rebotes por partido.

### Profesional
Tras no ser elegido en el Draft de la NBA de 2018, jugó las Ligas de Verano de la NBA con Milwaukee Bucks, donde en cinco partidos promedió 6,0 puntos y 3,6 rebotes. El 6 de agosto firmó contrato con los Bucks para disputar la pretemporada. El 17 de septiembre fue despedido por los Bucks. Posteriormente fue añadido a la plantilla del filial, los Wisconsin Herd.
El 22 de enero de 2019 fue traspasado, junto con Ike Nwamu a los Fort Wayne Mad Ants, a cambio de Elijah Stewart y los derechos sobre Alex Hamilton.
El 30 de julio de 2019, Barnett fichó por los Gießen 46ers de la Basketball Bundesliga.